# Sophie Wright
Sophie Wright née le 15 mars 1999 à Norwich, est une coureuse cycliste britannique, membre de l'équipe UAE Team ADQ.

## Carrière
En 2016, elle est championne d'Europe de VTT juniors et médaillée de bronze du championnat d'Europe sur route de cette catégorie.
En 2017, elle subit deux opérations cardiaques pour soigner une arythmie.
En 2018, une victoire au Tour of the Reservoir (en) et des places d'honneur lui assurent la victoire au classement du National Women’s Road Series, avant même que ne soit disputée la dernière épreuve. Ses résultats lui valent d'être sélectionnée en équipe de Grande-Bretagne pour les championnats d'Europe, début août. Elle y fait forte impression par une échappée solitaire de 80 km. Quelques jours plus tard, elle est recrutée par l'équipe Cervélo Bigla. Elle fait ses débuts en World Tour avec cette équipe lors du Grand Prix de Plouay, dont elle prend la 53e place.

## Palmarès en cyclo-cross
- 2016
  - 3e du championnat de Grande-Bretagne de cyclo-cross espoirs

## Palmarès en VTT
- Huskvarna 2016
  -  Championne d'Europe du cross-country juniors

## Palmarès sur route
- 2016
  - 3e du championnat d'Europe juniors
- 2018
  - Coupe de Grande-Bretagne
  - Tour of the Reservoir
  - 2e étape du Tour of the Reservoir

### Résultats sur les grands tours

#### Tour d'Italie
1 participation
- 2023 : 84e

### Classements mondiaux
| Année                                 | 2018 | 2019 | 2020 | 2021 | 2022 | 2023  | 2024  |
| ------------------------------------- | ---- | ---- | ---- | ---- | ---- | ----- | ----- |
| Classement UCI                        | 347e | 446e | nc   | 599e | 610e | 1155e | 1316e |
| UCI World Tour                        | nc   | 165e | nc   | nc   | 175e | nc    | nc    |
|                                       |      |      |      |      |      |       |       |
| Légende : nc = non classéSource : UCI |      |      |      |      |      |       |       |